# Andrew Luck
Andrew Austen Luck (Washington D. C.; 12 de septiembre de 1989), más conocido simplemente como Andrew Luck, es un exjugador profesional de fútbol americano. Jugó en la posición de quarterback y desarrolló toda su carrera en los Indianapolis Colts en la National Football League (NFL).
Luck jugó al fútbol americano universitario tres años para los Cardinal de la Universidad de Stanford antes de ser seleccionado por los Colts en el Draft de la NFL de 2012 como la primera elección global. Titular desde su primera temporada en la NFL, llevó a la franquicia de Indiana a los Playoffs en sus tres primeras temporadas como profesional, incluyendo dos títulos de división en 2013 y 2014. 
Considerado como uno de los mejores quarterbacks de su generación, a lo largo de su carrera fue cuatro veces Pro Bowl, lideró la NFL en pases de touchdown en 2014 y fue elegido Comeback Player en 2018. Sin embargo, los problemas con las lesiones que arrastraba desde 2015 hicieron que Luck anunciara su retirada del fútbol americano en agosto de 2019, con solo 29 años.

## Biografía
Andrew Luck nació en el Distrito de Columbia el 12 de septiembre de 1989. Su padre, Oliver Luck, también fue quarterback en la NFL (jugó en los Houston Oilers entre 1982 y 1986), además de presidente y mánager general del Houston Dynamo de la Major League Soccer.

## Carrera

### Universidad
A pesar de ser el principal favorito para ser elegido en la primera posición del Draft de 2011, Luck decidió posponer su salto a la NFL un año para completar su grado en Arquitectura. Pasó su año júnior como redshirt.

### NFL

#### Indianapolis Colts
Tal y como anunció el manager general del equipo unos días antes, Andrew Luck fue elegido en la primera posición del Draft de 2012 por los Indianapolis Colts.
Luck debutó en la NFL el 9 de septiembre de 2012 ante los Chicago Bears. Su primer pase como profesional fue interceptado por el cornerback Tim Jennings. Completó 23 de los 45 pases que intentó y lanzó para un total de 309 yardas, un touchdown y tres intercepciones. El partido se saldó con derrota para los Colts por 41-21.
El 24 de agosto de 2019, poco menos de dos semanas antes del inicio de la temporada de 2019, Luck anunció en una rueda de prensa su decisión de retirarse del fútbol americano a causa de las múltiples lesiones sufridas a lo largo de su carrera.

## Estadísticas

### Temporada regular
| Año   | Equipo | Partidos                   | Partidos                   | Partidos                   | Pase                       | Pase                       | Pase                       | Pase                       | Pase                       | Pase                       | Pase                       | Pase                       | Pase                       | Carrera                    | Carrera                    | Carrera                    | Carrera                    | Fumbles                    | Fumbles                    |
| Año   | Equipo | PJ                         | PT                         | Récord                     | Comp                       | Att                        | Pct                        | Yds                        | Avg                        | TD                         | Int                        | Sck                        | Rate                       | Att                        | Yds                        | Avg                        | TD                         | FUM                        | Lost                       |
| ----- | ------ | -------------------------- | -------------------------- | -------------------------- | -------------------------- | -------------------------- | -------------------------- | -------------------------- | -------------------------- | -------------------------- | -------------------------- | -------------------------- | -------------------------- | -------------------------- | -------------------------- | -------------------------- | -------------------------- | -------------------------- | -------------------------- |
| 2012  | IND    | 16                         | 16                         | 11–5                       | 339                        | 627                        | 54.1                       | 4,374                      | 7.0                        | 23                         | 18                         | 41                         | 76.5                       | 62                         | 255                        | 4.1                        | 5                          | 10                         | 5                          |
| 2013  | IND    | 16                         | 16                         | 11–5                       | 343                        | 570                        | 60.2                       | 3,822                      | 6.7                        | 23                         | 9                          | 32                         | 87.0                       | 63                         | 377                        | 6.0                        | 4                          | 6                          | 2                          |
| 2014  | IND    | 16                         | 16                         | 11–5                       | 380                        | 616                        | 61.7                       | 4,761                      | 7.7                        | 40                         | 16                         | 27                         | 96.5                       | 64                         | 273                        | 4.3                        | 3                          | 13                         | 6                          |
| 2015  | IND    | 7                          | 7                          | 2–5                        | 162                        | 293                        | 55.3                       | 1,881                      | 6.4                        | 15                         | 12                         | 15                         | 74.9                       | 33                         | 196                        | 5.9                        | 0                          | 3                          | 1                          |
| 2016  | IND    | 15                         | 15                         | 8–7                        | 346                        | 545                        | 63.5                       | 4,240                      | 7.8                        | 31                         | 13                         | 41                         | 96.4                       | 64                         | 341                        | 5.3                        | 2                          | 6                          | 5                          |
| 2017  | IND    | No jugó – Lesión de hombro | No jugó – Lesión de hombro | No jugó – Lesión de hombro | No jugó – Lesión de hombro | No jugó – Lesión de hombro | No jugó – Lesión de hombro | No jugó – Lesión de hombro | No jugó – Lesión de hombro | No jugó – Lesión de hombro | No jugó – Lesión de hombro | No jugó – Lesión de hombro | No jugó – Lesión de hombro | No jugó – Lesión de hombro | No jugó – Lesión de hombro | No jugó – Lesión de hombro | No jugó – Lesión de hombro | No jugó – Lesión de hombro | No jugó – Lesión de hombro |
| 2018  | IND    | 16                         | 16                         | 10–6                       | 430                        | 639                        | 67.3                       | 4,593                      | 7.2                        | 39                         | 15                         | 18                         | 98.7                       | 46                         | 148                        | 3.2                        | 0                          | 6                          | 1                          |
| Total | Total  | 86                         | 86                         | 53–33                      | 2,000                      | 3,290                      | 60.8                       | 23,671                     | 7.2                        | 171                        | 83                         | 174                        | 89.5                       | 332                        | 1,590                      | 4.8                        | 14                         | 44                         | 20                         |

### Playoffs
| Año   | Equipo | Partidos | Partidos | Partidos | Pase | Pase | Pase | Pase  | Pase | Pase | Pase | Pase | Pase | Carrera | Carrera | Carrera | Carrera | Fumbles | Fumbles |
| Año   | Equipo | PJ       | PT       | Récord   | Comp | Att  | Pct  | Yds   | Avg  | TD   | Int  | Sck  | Rate | Att     | Yds     | Avg     | TD      | FUM     | Lost    |
| ----- | ------ | -------- | -------- | -------- | ---- | ---- | ---- | ----- | ---- | ---- | ---- | ---- | ---- | ------- | ------- | ------- | ------- | ------- | ------- |
| 2012  | IND    | 1        | 1        | 0–1      | 28   | 54   | 51.9 | 288   | 5.3  | 0    | 1    | 3    | 59.8 | 4       | 35      | 8.8     | 0       | 1       | 1       |
| 2013  | IND    | 2        | 2        | 1–1      | 49   | 86   | 57.0 | 774   | 9.0  | 6    | 7    | 4    | 76.4 | 8       | 50      | 6.2     | 1       | –       | –       |
| 2014  | IND    | 3        | 3        | 2–1      | 70   | 120  | 58.3 | 767   | 6.4  | 3    | 4    | 1    | 71.8 | 8       | 57      | 6.5     | 0       | –       | –       |
| 2018  | IND    | 2        | 2        | 1–1      | 38   | 68   | 55.9 | 425   | 6.3  | 3    | 1    | 3    | 83.3 | 10      | 46      | 4.6     | 0       | 1       | 1       |
| Total | Total  | 8        | 8        | 4–4      | 185  | 328  | 56.4 | 2,254 | 6.9  | 12   | 13   | 11   | 73.4 | 30      | 188     | 6.3     | 0       | 2       | 2       |